# Los Corrales, Spanien
Los Corrales är en ort i Spanien.   Den ligger i provinsen Provincia de Sevilla och regionen Andalusien, i den södra delen av landet, 400 km söder om huvudstaden Madrid. Los Corrales ligger 377 meter över havet och antalet invånare är 4 077.
Terrängen runt Los Corrales är platt österut, men västerut är den kuperad. Los Corrales ligger nere i en dal. Runt Los Corrales är det ganska glesbefolkat, med 40 invånare per kvadratkilometer. Närmaste större samhälle är Osuna, 18,6 km nordväst om Los Corrales. Trakten runt Los Corrales består till största delen av jordbruksmark.